# 幸福乡 (太仆寺旗)
幸福乡，是中华人民共和国内蒙古自治区锡林郭勒盟太仆寺旗下辖的一个乡镇级行政单位。

## 行政区划
幸福乡下辖以下地区：
重光村、进展村、永茂村、永久村、永旺村、大胜村、茂盛村、永胜村、共庆村、共福村、永红村、勇跃村、红明村、新德村、光明村、七一村、永合村、红革村、淖沿村、小营盘村和南地方子村。